# Fissurina marginata
Fissurina marginata är en lavart som beskrevs av Staiger. Fissurina marginata ingår i släktet Fissurina och familjen Graphidaceae.   Inga underarter finns listade i Catalogue of Life.